# Complexe sportif d'Anoeta
 (mai 2015).
Si vous disposez d'ouvrages ou d'articles de référence ou si vous connaissez des sites web de qualité traitant du thème abordé ici, merci de compléter l'article en donnant les références utiles à sa vérifiabilité et en les liant à la section « Notes et références ».

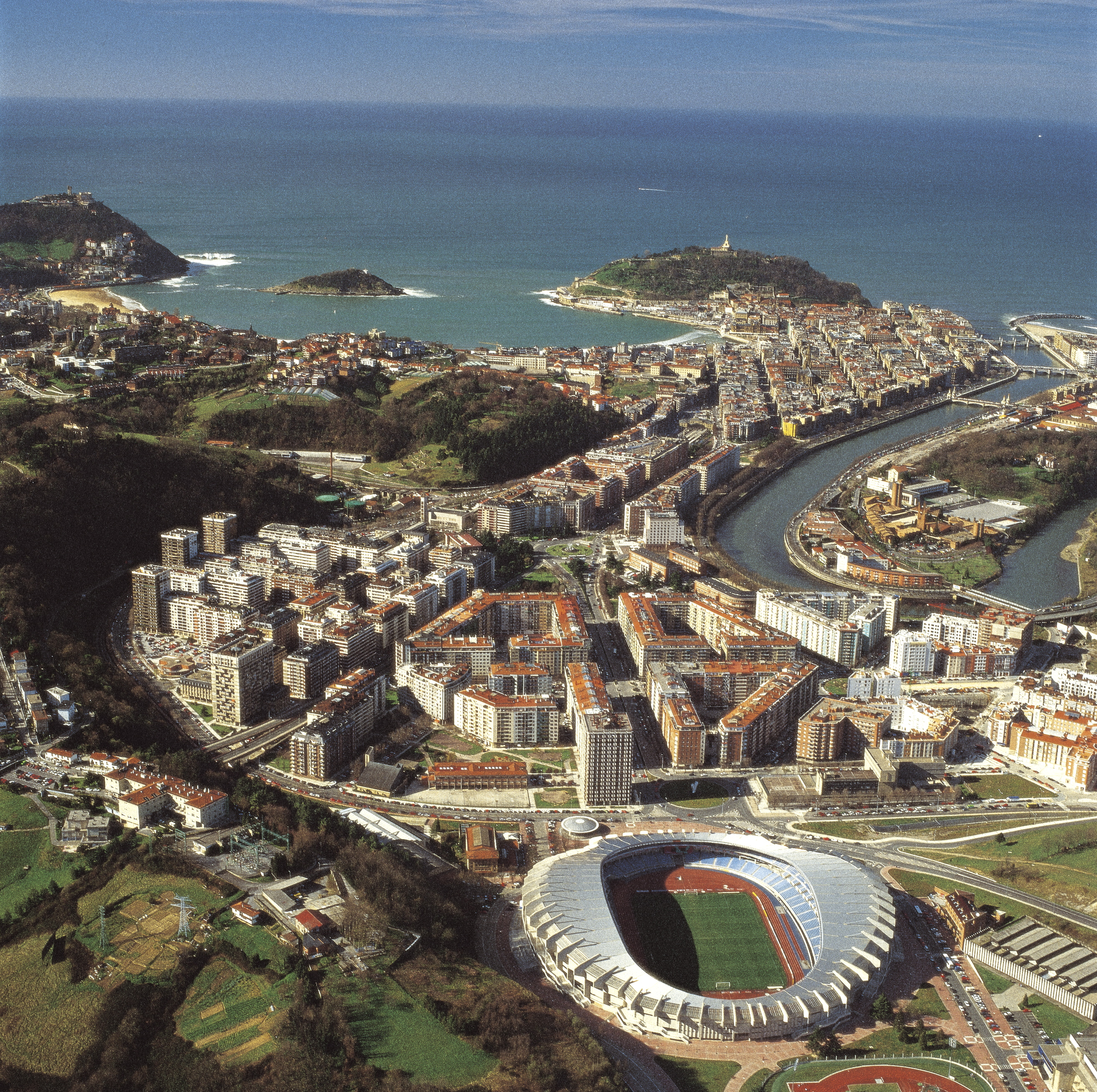
Vue aérienne de Saint Sébastien, avec le complexe sportif d’Anoeta au premier plan.

Le complexe sportif d’Anoeta (en espagnol : Ciudad deportiva Anoeta, et en basque : Anoetako kirolgunea) est un complexe sportif basque de Saint Sébastien, situé dans le quartier d'Amara, près de la gare d’Anoeta.
Il est géré par la société municipale Anoetako Kiroldegia qui a pour mission la gestion et le soutien des travaux et des services au sein de l’enceinte. 

## Équipements sportifs
Le complexe abrite plusieurs équipements sportifs :
- Patinoire Txuri Urdin
- Vélodrome Antonio Elorza
- Stade municipal d'Anoeta
- Salle de sport et Piscine Paco Yoldi
- Fronton Municipal d’Anoeta
- Fronton Municipal Atano III
- Salle municipale du Tir à l'arc
- Salle municipale d'arts martiaux
- Centre d’Échecs

## Clubs Sportifs et Centres culturels
Le complexe abrite le club de Hockey sur glace Txuri Urdin ainsi que le centre culturel Ernest Lluch et le musée du club omnisports Real Sociedad club de football.

## Administration Publique
On y trouve le Centre d'Information pour la Jeunesse, le siège des fédérations sportives du Gipukoa (Kirol-Etxea) et l'Office Municipal pour le sport de la ville de Saint Sébastien (Donostia Kirola).